# 永野雄大
永野 雄大（日语：／ Nagano Yūdai，1998年10月15日—），日本男子击剑运动员，2024年亚洲击剑锦标赛男子花剑团体铜牌得主、2024年夏季奥林匹克运动会男子花剑团体金牌得主。他父親永野義秀也是原擊劍日本代表隊隊員。

## 外部鏈接
- 永野雄大在Olympedia（英语）